# PERQ

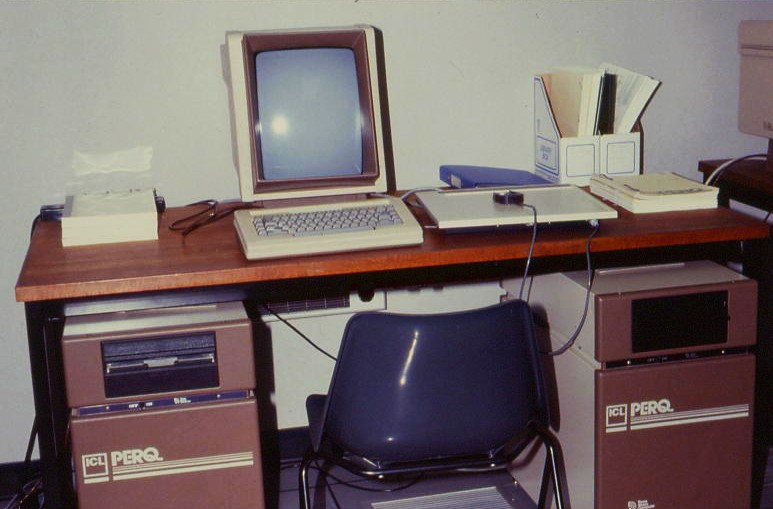
Дві робочі станції ICL PERQ 1, Единбурзький університет

PERQ (також відомий як Three Rivers PERQ або ICL PERQ) — комп'ютерна робоча станція, що випускалася на початку 1980-х років.
Робоча станція була задумана п'ятьма випускниками та працівниками Університету Карнегі-Мелон, що організували в 1974 році компанію Three Rivers Computer Corporation (3RCC). Один із засновників, Брайан Розен, також працював в Xerox PARC над робочою станцією Dolphin. Проєкт PERQ був натхненний оригінальною робочою станцією Xerox Alto, і був першим комерційно випускається персональної робочої станцією. Прототип був показаний на конференції SIGGRAPH 1979 року. Назва «PERQ» походить від слова «perquisite». 
В результаті інтересу британської Ради з наукових досліджень (пізніше Ради з наукових і інженерних досліджень,англ. Science and Engineering Research Council 3RCC розпочала співпрацю з британською комп'ютерною компанією ICL в 1981 році для розповсюдження продукції в Європі, а пізніше для спільної розробки і виробництва.  PERQ використовувався в безлічі академічних науково-дослідних проєктів у Великій Британії в 1980-х роках.
У 1984 році 3RCC була перейменована в PERQ System Corporation. У 1986 році вона припинила діяльність, здебільшого через конкуренцію з боку інших виробників робочих станцій, таких як Sun Microsystems, Apollo Computer і Silicon Graphics .

### Процесор
Центральний процесор PERQ був реалізованийяк мікропрограмована дискретна логіка, а не мікропроцесор. В його основі були роздільні АЛУ 74181 і контролер адреси Am2910. Процесор PERQ був незвичайний тим, що мав 20-бітові регістри і перезаписуване сховище управлінської програми (WCS), що дозволяло змінювати микропрограмму. Центральний процесор мав цикл виконання мікрокоманд в 170 нс (5,88 МГц).

### PERQ 1
Оригінальний PERQ (також відомий як PERQ 1), випущений у 1980 році, демонстрував шасі у формі тумби з коричневою рамкою та 8-дюймовим гнучким дисководом, встановленим горизонтально зверху.
Оригінальний процесор PERQ 1 мав WCS, що містить 4 тисячі слів 48-бітної пам'яті прошивки. Пізніший процесор PERQ 1A розширив WCS до 16 тисяч слів. Конфігурація PERQ 1 включала 256 КБ, 1 або 2 МБ 64-розрядної оперативної пам’яті (підключена через 16-розрядну шину), жорсткий диск Shugart SA-4000 на 12 або 24 МБ та 8-дюймовий гнучкий диск.
Система PERQ 1 базувалася на 3 платах: платі процесора, платі пам'яті (яка включала буфер кадрів та інтерфейс монітора) та плату вводу-виводу (IOB, також звану CIO). Плата вводу-виводу містила мікропроцесор Zilog Z80, інтерфейс IEEE-488, послідовний порт RS-232, інтерфейси жорсткого диска та гнучкого диска та обладнання для синтезу мовлення. PERQ 1 також мав додатковий слот для додаткових плат вводу-виводу (OIO) для додаткових інтерфейсів, таких як Ethernet.
Графічний планшет входив в стандартну комплектацію. Більшість PERQ 1 поставлялися з монохромним вертикально орієнтованим монітором розміром 21,6 на 27,9 см і дозволом 768 на 1024 пікселів.

### PERQ 2
Пізніший PERQ 2 був під кодовою назвою Kristmas у розробці і був оголошений в 1983 році. PERQ 2 відрізнявся від PERQ 1 більш широким корпусом, спроєктованим ICL, з більш легкою рамкою, вертикальним гнучким приводом і тризначним діагностичним дисплеєм.
PERQ 2 використовував той самий процесор WCS на 16 тисяч слів, що і PERQ 1A, а також мав стандартну мишу з 3 кнопками замість графічного планшета. Конфігурація включала більш тихий 8-дюймовий жорсткий диск Micropolis 1201 з 35 МБ, 1 або 2 МБ оперативної пам'яті та додатковий вертикальний монітор з PERQ 1 або 19-дюймовий горизонтальний монітор з роздільною здатністю 1280x1024 пікселів.
Через проблеми в процесі виробництва з оригінальною моделлю 3RCC PERQ 2 (також відомої як K1), конструкція була змінена ICL, результатом чого став PERQ 2 T1 (або ICL 8222).
У пізніших моделях PERQ 2 T2 (ICL 8223) і PERQ 2 T4 8-дюймовий жорсткий диск був замінений диском формату 5,25 дюйма, що також дозволило встановити всередині другий диск.
Модель T4 (з яких, як вважається, було випущено лише близько 10) також мала розширений 24-розрядний процесор та шину шини, що дозволяє розміщувати 4 МБ оперативної пам’яті.
PERQ 2 зберігає слот OIO, але плату вводу/виводу замінено платою EIO (Ethernet I/O) або NIO (не Ethernet I/O). Вони були схожі на IOB з додатковим генератором енергонезалежних імпульсів часу, другим портом RS-232 та (на платі EIO) інтерфейсом Ethernet.

### PERQ 3
PERQ 3A (інакше відома як ICL 3300 Advanced Graphics Workstation) була розроблена ICL як заміна для PERQ 2. PERQ 3A мала абсолютно нову апаратну архітектуру на базі процесора Motorola 68020 (12,5 МГц) та математичного співпроцесора 68881, до 2 МБ оперативної пам’яті та жорсткого диска SCSI. Все це містилося в настільному корпусі міні-вежі. Операційна система була перенесеною версією UNIX System V Release 2 під назвою PNX 300. Прототипи комп'ютера були випущені в 1985 році, але проєкт був скасований до того, як розпочалося повне виробництво після краху PERQ Systems Corp..
Інший проєкт робочої станції, що розробляється на момент загибелі компанії, PERQ 3B (інколи називають PERQ 5) був перейнятий компанією Crosfield Electronics для її набірної робочої станції Crosfield Studio 9500.

### Периферійне обладнання
Виготовлялися різні плати OIO: плати OIO від 3RCC забезпечували 16-розрядний паралельний інтерфейс PERQlink (для завантаження прошивки з іншого комп'ютера PERQ під час завантаження) плюс Ethernet та/або контролер лазерного принтера Canon CX. Таким чином, PERQ 2 можна налаштувати з 2 портами Ethernet (EIO плюс OIO). Матричний принтер також можна підключити до портів RS-232 або IEEE-488. Сторонні карти OIO були виготовлені для зв'язку з іншими пристроями, такими як стример QIC-02 або відеокамера.

## Програмне забезпечення
Оригінальна система команд PERQ, подібна до p-Code (так званий Q-код), була оптимізована для Pascal (особливо для розширеного PERQ Pascal). Команди Q-коду можна виконувати зі швидкістю до 1 млн команд за секунду. Це породило альтернативне тлумачення назви PERQ: Pascal Evaluation Real Quick (дійсно швидке виконання Pascal). Насправді, використання Pascal було ефективнішим, ніж спроба писати програми збірки безпосередньо в Q-Code.14[джерело?]

### Операційні системи
Для PERQ були розроблені різні операційні системи. Серед них:
- POS (PERQ Operatinq System) — оригінальна однозадачна операційна система робочих станцій PERQ, розроблена компанією 3RCC. POS та утиліти були написані на PERQ Pascal.
- MPOS (Multitasking POS) — багатозадачна версія POS, офіційно не випущена 3RCC.
- Accent (операційна система) — багатозадачна дослідницька операційна система, розроблена в університеті Карнегі Малоун з менеджером вікон під назвою Sapphire. Accent був попередником ядра Mach, яке використовувалося багатьма пізнішими операційними системами. Системне середовище, сумісне з UNIX System V, що працює під управлінням Accent і Sapphire, під назвою QNIX, було розроблено компанією Spider Systems.
- PNX — версія UNIX, перенесена на PERQ, на основі сьомого видання Unix та UNIX System III. Розроблено компанією ICL у Далкейт-Палас, Шотландія, для дослідницької спільноти Великої Британії[6]. PNX використовує власну мікропрограму, більш призначену для мови програмування С, що називається C-Code.
- FLEX — розроблений Королівським інститутом сигналів та радіолокації, був реалізований у мікрокоді та подібний до інших ранніх систем робочих станцій, таких як машини Lisp, USCD Pascal або Modula-2, за винятком того, що вибрана мова — ALGOL 68.

### Додатки
PERQ був популярною ранньою графічною станцією; тому він породив багато ранніх сторонніх додатків, які використовували графічні інтерфейси користувача та растрову графіку. Близько 1982 року Intran випустила новаторський пакет програмного забезпечення для графіки під назвою MetaForm, який складався з окремих програм Graphics Builder, Font Builder, Form Builder та File Manager. PERQ також служив виділеною платформою для кількох ранніх гіпертекстових програм, таких як ZOG, KMS та Guide. Система САПР DP («Drawing Package»), що використовується для створення електричних схем на PERQ, була написана Даріо Джусе з Університету Карнегі Малоун.